# Boterberg
De boterberg is een term die wordt gebruikt om een overschot aan binnen de Europese Unie geproduceerde boter aan te duiden. Het is vergelijkbaar met de melkplas en de wijnzee, hoewel het daar uiteraard om een overschot aan melk en wijn gaat.
In de jaren '60 ontstond er binnen de toenmalige Europese Economische Gemeenschap, de voorloper van de Europese Unie, een zogenaamde 'boterberg' oftewel een gigantisch overschot aan geproduceerde boter. 
Deze overproductie was een direct gevolg van productiesubsidies in het kader van afspraken die zijn gemaakt in het gemeenschappelijk landbouwbeleid, waarbij boeren een gegarandeerde minimumprijs kregen voor hun melk en maar bleven produceren ook toen er geen vraag meer was naar zoveel melk en boter.
De toegenomen mechanisatie, gebruik van kunstmest en hogere opbrengsten per hectare zorgden voor een nog grotere productie van melk en boter.
Aanvankelijk probeerde Brussel de boterberg weg te werken door goedkope kerstboter op de markt te brengen of door de Europese boter voor een fractie van de prijs met veel exportsubsidies op bijvoorbeeld de Russische markt te koop aan te bieden. Zo verstoorden deze exportsubsidies ook nog eens de productie van boter in andere markten.
Vanaf de jaren '80 zijn er melkquota ingevoerd waarbij boeren werden gebonden aan de productiequota en niet oneindig veel meer mochten produceren voor een minimumprijs per liter.
Voor uitbreiding van hun bedrijf moesten ze quota opkopen van andere boeren, bijvoorbeeld bij bedrijfsbeëindiging. Dit systeem had resultaat, zodat anno 2007 gesproken wordt van een zuiveltekort.
In 2015 zijn de melkquota weer afgeschaft.